# BMW F30
BMW F30 (eller BMW 3-serie) är en personbil, tillverkad av den tyska biltillverkaren BMW mellan 2012 och 2019.

## BMW F30/F31
BMW F30 är den sjätte generationen av 3-serien. Kombiversionen kallas F31.
F30 är den första generationen av 3-serien som enbart erbjuds med turboladdade motorer. De 6-cylindriga bensinmotorer som länge var kännetecknande för 3-serien var därför bara kvar i de dyraste modellerna 330d, 335d, 335i och 340i samt M3 (fr o m 2016 bara i 340i och M3). 
För den kinesiska marknaden tillverkas även F30 med extra lång hjulbas för att ge mer utrymme i baksätet.

## BMW F34 Gran Turismo
På Internationella bilsalongen i Genève i mars 2013 introducerade BMW en halvkombiversion kallad Gran Turismo. Likt den motsvarande modellen BMW 5-serie Gran Turismo är 3-serie Gran Turismo större och rymligare än sina syskon med bland annat 11 cm längre hjulbas.

## Motor
| Modell                 | Årsmodell | Motor                    | Cylindervolym | Effekt | Bränslesystem                      |
| ---------------------- | --------- | ------------------------ | ------------- | ------ | ---------------------------------- |
| 316d                   | 2012-15   | N47: 4-cyl radmotor DOHC | 1995 cm³      | 116 hk | Common rail turbodiesel            |
| 316d                   | 2016-     | B47: 4-cyl radmotor DOHC | 1995 cm³      | 116 hk | Common rail turbodiesel            |
| 318d                   | 2012-15   | N47: 4-cyl radmotor DOHC | 1995 cm³      | 143 hk | Common rail turbodiesel            |
| 318d                   | 2016-     | B47: 4-cyl radmotor DOHC | 1995 cm³      | 150 hk | Common rail turbodiesel            |
| 320d EfficientDynamics | 2012-15   | N47: 4-cyl radmotor DOHC | 1995 cm³      | 163 hk | Common rail turbodiesel            |
| 320d EfficientDynamics | 2016-     | B47: 4-cyl radmotor DOHC | 1995 cm³      | 163 hk | Common rail turbodiesel            |
| 320d                   | 2012-15   | N47: 4-cyl radmotor DOHC | 1995 cm³      | 184 hk | Common rail turbodiesel            |
| 320d                   | 2016-     | B47: 4-cyl radmotor DOHC | 1995 cm³      | 190 hk | Common rail turbodiesel            |
| 325d                   | 2013-15   | N47: 4-cyl radmotor DOHC | 1995 cm³      | 218 hk | Common rail turbodiesel            |
| 325d                   | 2016-     | B47: 4-cyl radmotor DOHC | 1995 cm³      | 224 hk | Common rail turbodiesel            |
| 330d                   | 2013-     | N57: 6-cyl radmotor DOHC | 2993 cm³      | 258 hk | Common rail turbodiesel            |
| 335d                   | 2014-     | N57: 6-cyl radmotor DOHC | 2993 cm³      | 313 hk | Common rail turbodiesel            |
| 316i                   | 2013-15   | N13: 4-cyl radmotor DOHC | 1598 cm³      | 136 hk | Direktinsprutning, turbo           |
| 318i                   | 2016-     | B38: 3-cyl radmotor DOHC | 1599 cm³      | 136 hk | Direktinsprutning, turbo           |
| 320i EfficientDynamics | 2013-15   | N13: 4-cyl radmotor DOHC | 1598 cm³      | 170 hk | Direktinsprutning, turbo           |
| 320i                   | 2012-15   | N20: 4-cyl radmotor DOHC | 1997 cm³      | 184 hk | Direktinsprutning, turbo           |
| 320i                   | 2016-     | B48: 4-cyl radmotor DOHC | 1998 cm³      | 184 hk | Direktinsprutning, turbo           |
| 328i                   | 2012-15   | N20: 4-cyl radmotor DOHC | 1997 cm³      | 245 hk | Direktinsprutning, turbo           |
| 330e                   | 2016-     | B48: 4-cyl radmotor DOHC | 1998 cm³      | 252 hk | Direktinsprutning, turbo + elmotor |
| 330i                   | 2016-     | B48: 4-cyl radmotor DOHC | 1998 cm³      | 252 hk | Direktinsprutning, turbo           |
| 335i                   | 2012-15   | N55: 6-cyl radmotor DOHC | 2979 cm³      | 306 hk | Direktinsprutning, turbo           |
| 340i                   | 2016-     | B58: 6-cyl radmotor DOHC | 2998 cm³      | 326 hk | Direktinsprutning, turbo           |
| Active Hybrid 3        | 2013-15   | N55: 6-cyl radmotor DOHC | 2979 cm³      | 340 hk | Direktinsprutning, turbo + elmotor |
| M3                     | 2014-     | S55: 6-cyl radmotor DOHC | 2979 cm³      | 431 hk | Direktinsprutning, turbo           |
| M3 Competition         | 2016-     | S55: 6-cyl radmotor DOHC | 2979 cm³      | 450 hk | Direktinsprutning, turbo           |
| M3 CS                  | 2018      | S55: 6-cyl radmotor DOHC | 2979 cm³      | 460 hk | Direktinsprutning, turbo           |

## Bilder

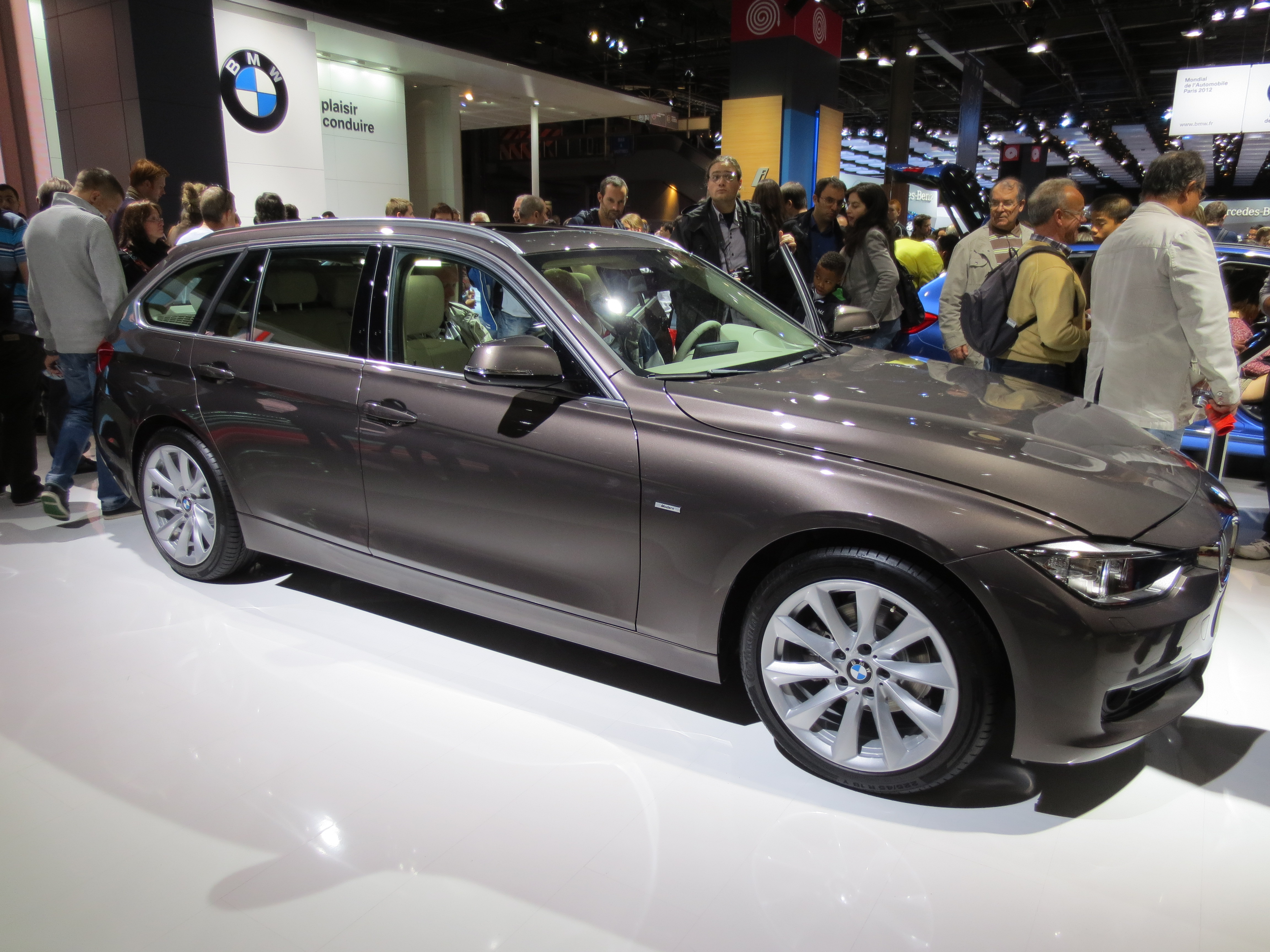
BMW F31 Touring.
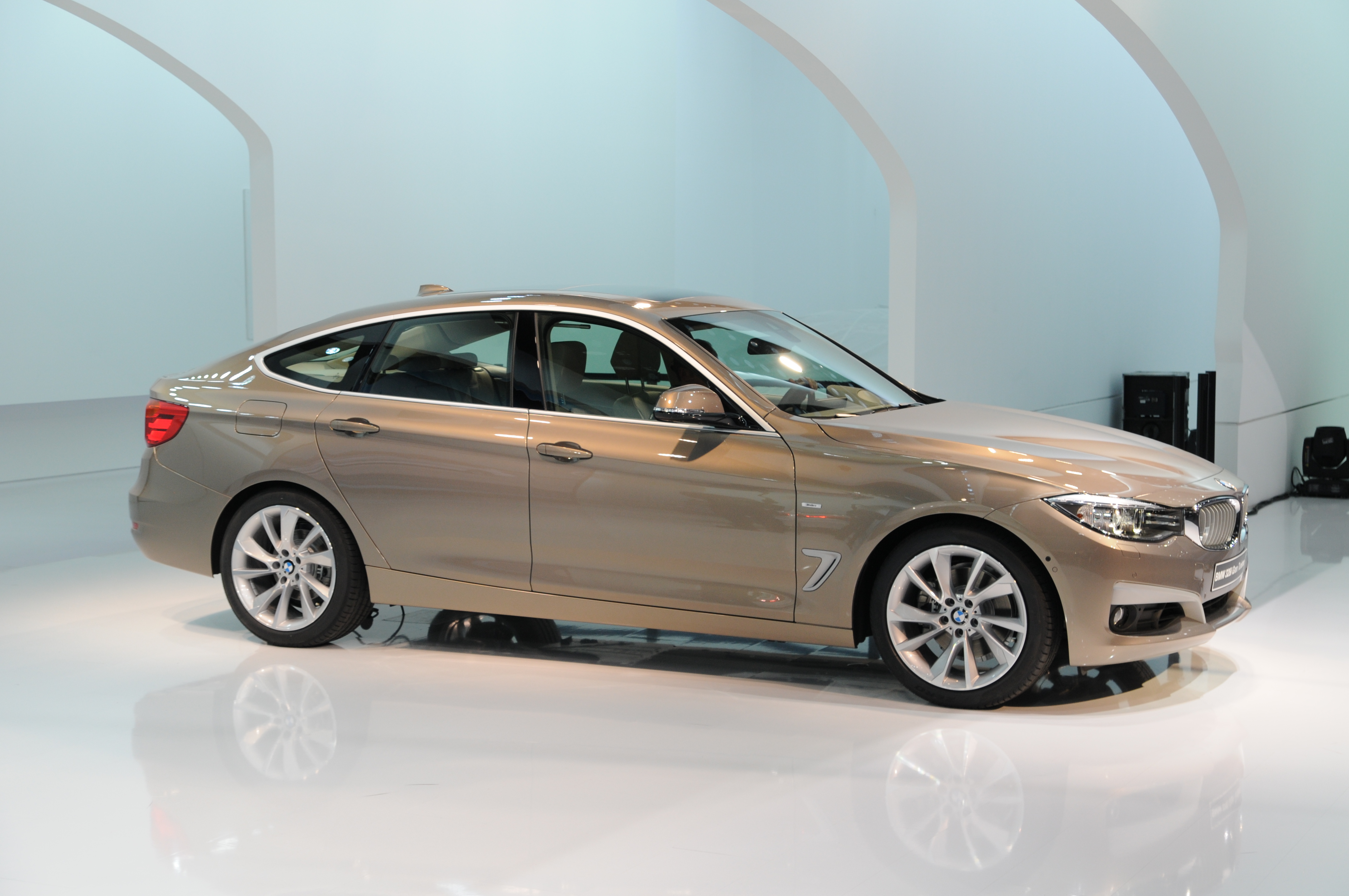
BMW F34 GT.
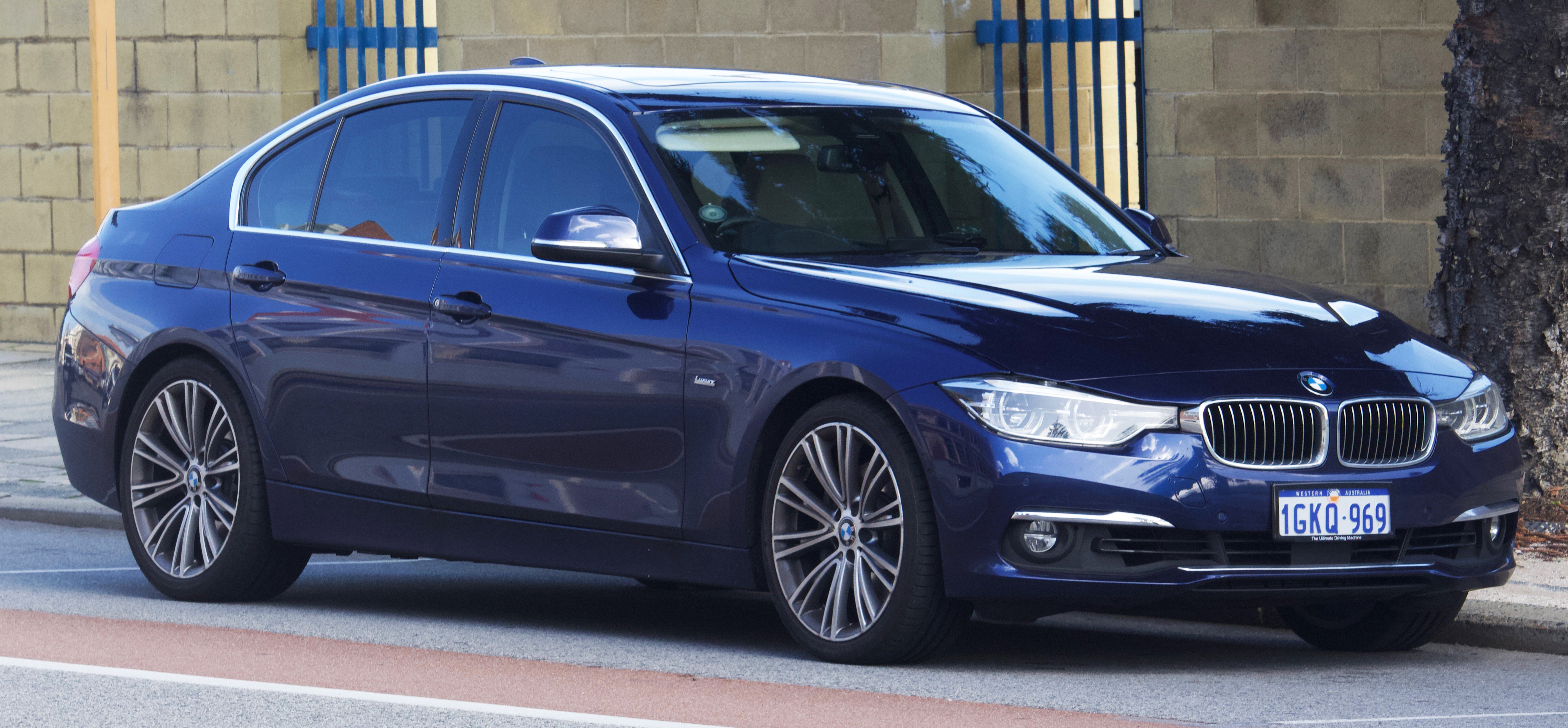
Restyling